# Ščipalka za nos
Je oblikovan pripomoček za zapiranje nosnega vhoda, prepreči dihanje skozi nos in posledično vdor vode v dihala. Uporablja se predvsem v vodnih oz. plavalnih in adrenalinskih športih, kjer je posameznik v neposrednem kontaktu z vodo (npr. sinhrono plavanje, plavanje, skoki v vodo, kajakaštvo, deskanje), z namenom učinkovitejše in varnejše vadbe. Ščipalka je po navadi žičnata ali iz plastične mase, v obeh primerih je obdana ali dodana guma, ki poveča oprijemljivost na nosu in udobje uporabnika.